# Eraldo Monzeglio
Eraldo Monzeglio (ur. 5 czerwca 1906, zm. 3 listopada 1981) – włoski piłkarz i trener piłkarski.
Monzeglio urodził się w miejscowości Vignale Monferrato (Piemont).
W swojej piętnastoletniej karierze, która trwała od 1924 do 1943 roku, grał dla kilku włoskich klubów, takich jak AS Casale, FC Bologna i AS Roma. Z drużyną narodową Włoch dwukrotnie zdobył mistrzostwo świata (w 1934 i 1938).
Karierę trenerską rozpoczął w roku 1941, a skończył w 1973. Przez ten czas trenował takie kluby jak AS Roma, SSC Napoli, UC Sampdoria, Pro Sesto czy Juventus F.C..
Zmarł dnia 5 czerwca 1981 roku w wieku 75 lat.